# Франсіско Гонсалес (тенісист)
Франсіско Гонсалес (ісп. Francisco González; нар. 19 листопада 1955) — колишній парагвайський тенісист.
Найвищу одиночну позицію світового рейтингу — 34 місце досяг 12 липня 1978, парну — 22 місце — 26 листопада 1984 року.
Здобув 10 парних титулів.
Найвищим досягненням на турнірах Великого шолома був фінал в змішаному парному розряді.
Завершив кар'єру 1990 року.

## Фінали за кар'єру

### Одиночний розряд: 2 (2 поразки)
| Результат | W/L | Дата     | Турнір                  | Покриття | Суперник       | Рахунок       |
| --------- | --- | -------- | ----------------------- | -------- | -------------- | ------------- |
| Поразка   | 0–1 | Сер 1980 | Мастерс Цинциннаті, США | Тверде   | Гаролд Соломон | 6–7, 3–6      |
| Поразка   | 0–2 | Жов 1984 | Брисбен, Австралія      | Килим    | Еліот Телчер   | 6–3, 3–6, 4–6 |

### Парний розряд: 20 (10–10)
| Результат | W/L   | Дата     | Турнір                      | Покриття   | Партнер        | Суперники                        | Рахунок       |
| --------- | ----- | -------- | --------------------------- | ---------- | -------------- | -------------------------------- | ------------- |
| Перемога  | 1–0   | Кві 1979 | Талса, США                  | Тверде (i) | Еліот Телчер   | Колін Діблі Том Галліксон        | 6–7, 7–5, 6–3 |
| Поразка   | 1–1   | Сер 1979 | Клівленд, Огайо, США        | Тверде     | Фред Макнеер   | Роберт Луц Стен Сміт             | 3–6, 4–6      |
| Поразка   | 1–2   | Жов 1979 | Мауї, США                   | Тверде     | Род Фролі      | Джон Ллойд Нік Савіано           | 5–7, 4–6      |
| Перемога  | 2–2   | Жов 1979 | Сідней, Австралія           | Тверде     | Род Фролі      | Віджай Амрітрадж Пет Дюпре       | без гри       |
| Поразка   | 2–3   | Жов 1979 | Токіо, Японія               | Ґрунт      | Род Фролі      | Колін Діблі Пет Дюпре            | 6–3, 1–6, 1–6 |
| Поразка   | 2–4   | Кві 1980 | Талса, США                  | Тверде (i) | Вен Вінітскі   | Роберт Лутц Дік Стоктон          | 6–2, 6–7, 2–6 |
| Поразка   | 2–5   | Жов 1982 | Мауї, США                   | Тверде     | Бернард Міттон | Майк Кейгілл Еліот Телчер        | 4–6, 4–6      |
| Перемога  | 3–5   | Жов 1982 | Мельбурн, Австралія         | Трава      | Метт Мітчелл   | Сід Болл Род Фролі               | 7–6, 7–6      |
| Поразка   | 3–6   | Лис 1982 | Дортмунд, Західна Німеччина | Килим      | Майк Кейгілл   | Павел Сложил Томаш Шмід          | 2–6, 7–6, 1–6 |
| Перемога  | 4–6   | Тра 1983 | Флоренція, Італія           | Ґрунт      | Віктор Печчі   | Домінік Бедель Бернар Фріц       | 4–6, 6–4, 7–6 |
| Перемога  | 5–6   | Тра 1983 | Рим Masters, Італія         | Ґрунт      | Віктор Печчі   | Ян Гуннарссон Майк Ліч           | 6–2, 6–7, 6–4 |
| Перемога  | 6–6   | Чер 1983 | Венеція, Італія             | Ґрунт      | Віктор Печчі   | Стів Крулевітс Золтан Кухарський | 6–1, 6–2      |
| Поразка   | 6–7   | Сер 1983 | Клівленд, США               | Тверде     | Метт Мітчелл   | Майк Мібург Хрісто ван Ренсбург  | 6–7, 5–7      |
| Перемога  | 7–7   | Сер 1984 | Клівленд, США               | Тверде     | Метт Мітчелл   | Мартін Девіс Кріс Данк           | 7–6, 7–5      |
| Перемога  | 8–7   | Сер 1984 | Мастерс Цинциннаті, США     | Тверде     | Метт Мітчелл   | Сенді Меєр Балаж Тароці          | 4–6, 6–3, 7–6 |
| Перемога  | 9–7   | Жов 1984 | Брисбен, Австралія          | Килим      | Метт Мітчелл   | Бродерік Дайк Веллі Месур        | 6–7, 6–2, 7–5 |
| Перемога  | 10–7  | Лис 1984 | Йоганнесбург, ПАР           | Тверде     | Трейсі Делатт  | Стів Мейстер Еліот Телчер        | 7–6, 6–1      |
| Поразка   | 10–8  | Бер 1986 | Мец, Франція                | Килим (i)  | Міхіл Схаперс  | Войцех Фібак Гі Форже            | 6–2, 2–6, 4–6 |
| Поразка   | 10–9  | Бер 1986 | Чикаго, США                 | Килим (i)  | Едді Едвардс   | Кен Флек Роберт Сегусо           | 0–6, 5–7      |
| Поразка   | 10–10 | Лип 1986 | Ньюпорт, США                | Трава      | Едді Едвардс   | Віджай Амрітрадж Тім Вілкінсон   | 6–4, 5–7, 6–7 |